# Plaque commémorative
Pour les articles homonymes, voir Plaque.

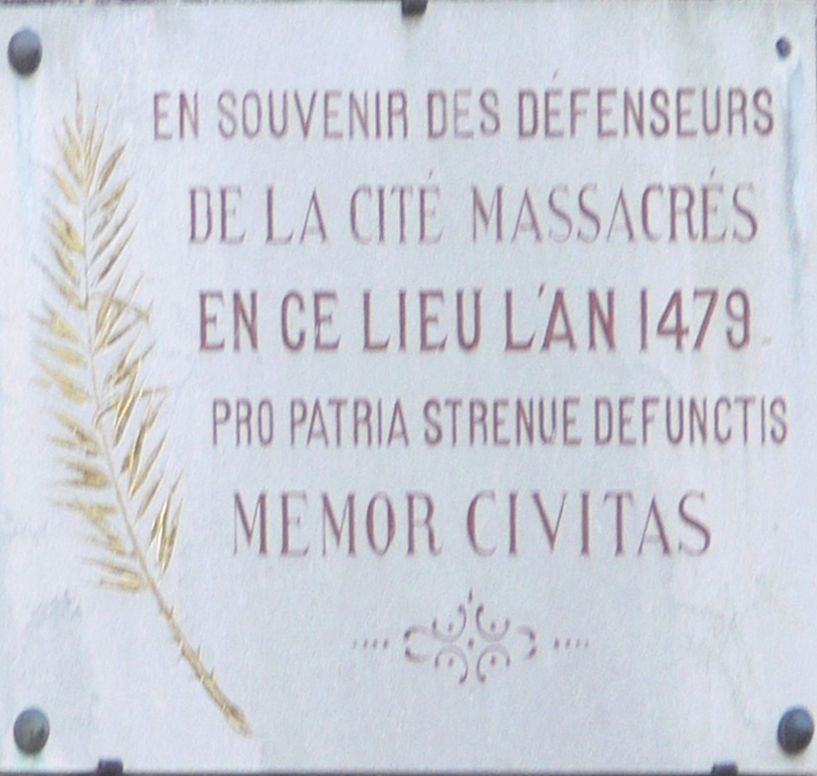
Plaque commémorant le massacre de la cité Castrum Vesulium, actuelle ville de Vesoul, en 1479.

Une plaque commémorative est généralement apposée sur un bâtiment, un monument, une façade, une fontaine, à l'intérieur d'une église, etc. Elle peut prendre la forme d'une pierre commémorative.
Son but est de perpétuer le souvenir d'un événement sur le lieu où il est survenu :
- naissance, vie ou décès d'une personne célèbre ;
- action d'éclat, fait d'armes ;
- commémoration, inauguration ;
- meurtre ou massacre de personnes.

Elle peut également rappeler brièvement, non pas un événement, mais l'histoire du lieu devant lequel elle est apposée ; dans ce cas elle joue un rôle de mémoire patrimoniale.
En France, l'article L. 451-3 du code de l'urbanisme assure la protection des plaques commémoratives lors d'une opération immobilière.

## Photos de quelques plaques commémoratives

### Aux États-Unis

Plaque indiquant le 45e parallèle nord dans le New Hampshire, aux États-Unis.

### En France

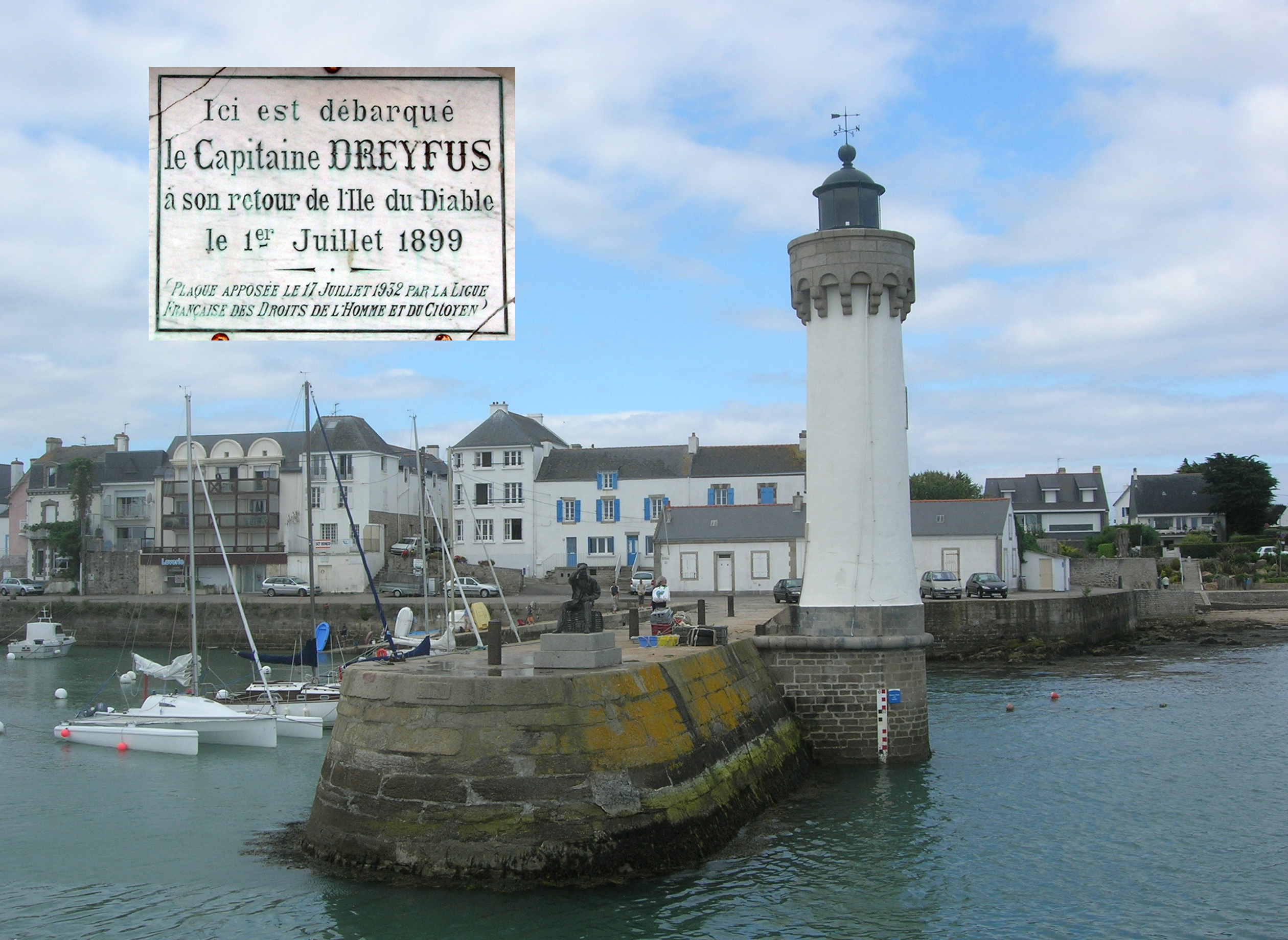
Retour du capitaine Dreyfus à Port-Haliguen, dans la baie de Quiberon.
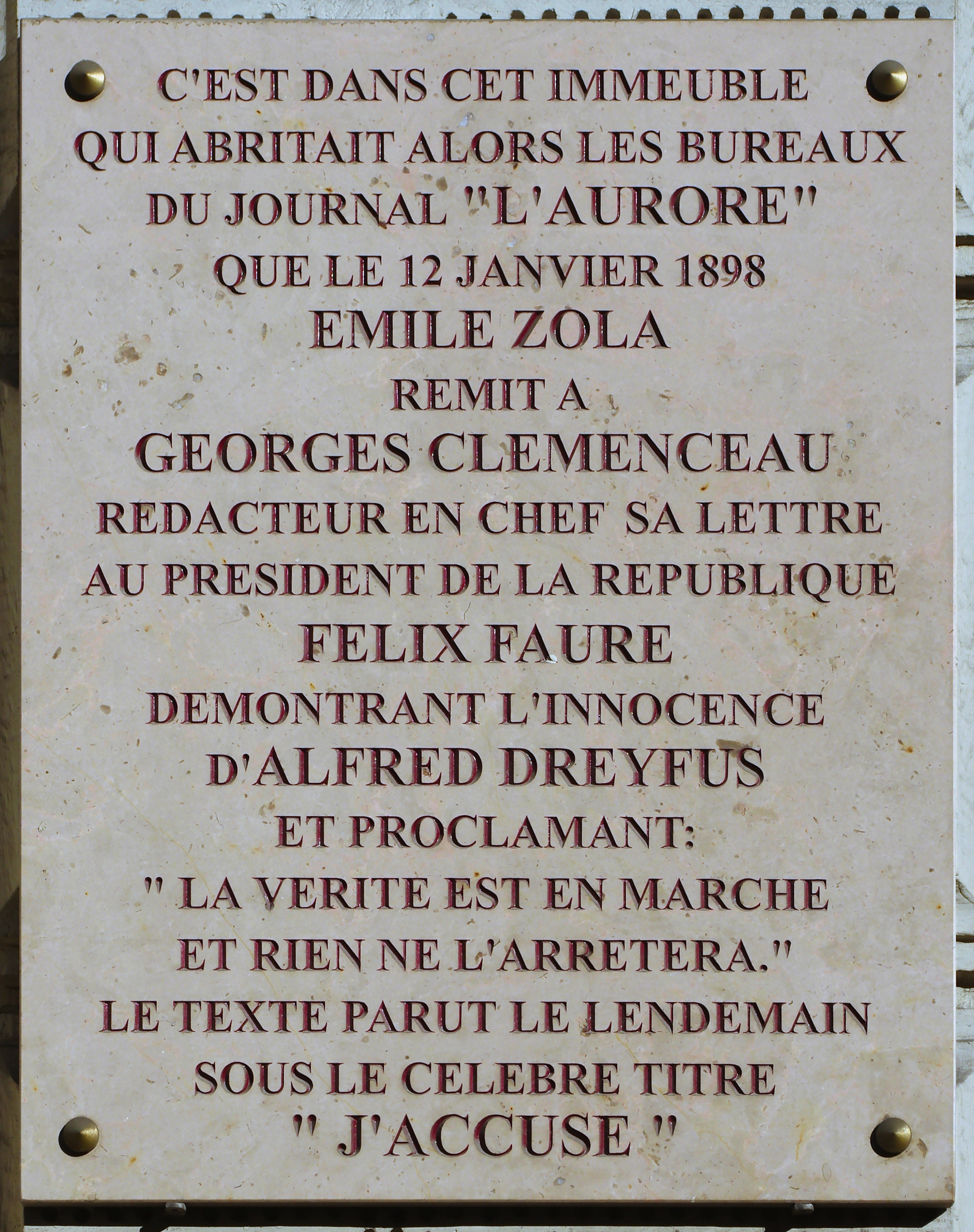
Plaque commémorant l'article J'accuse… ! d'Émile Zola, Paris 2e.
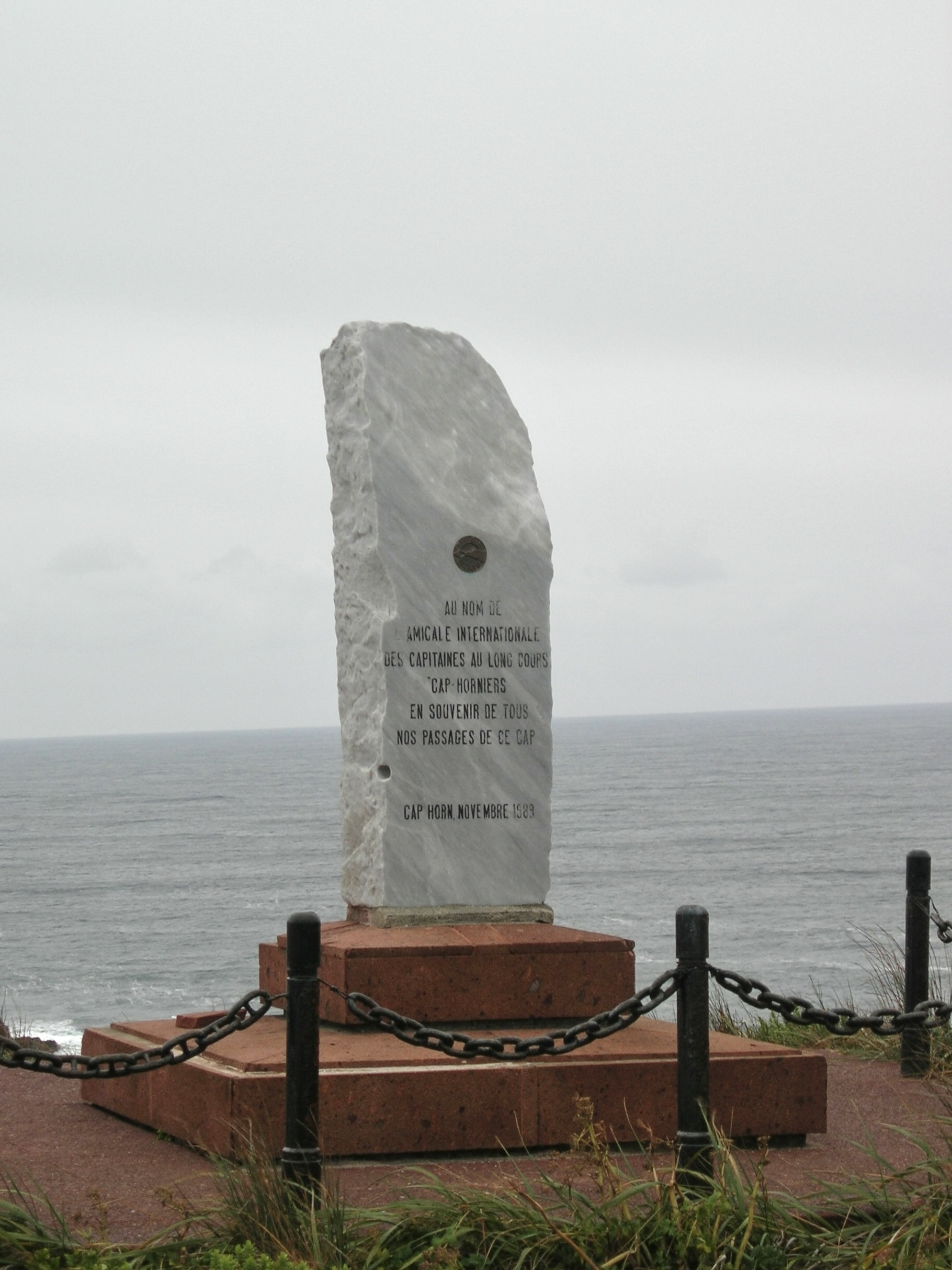
Monument caphornier.
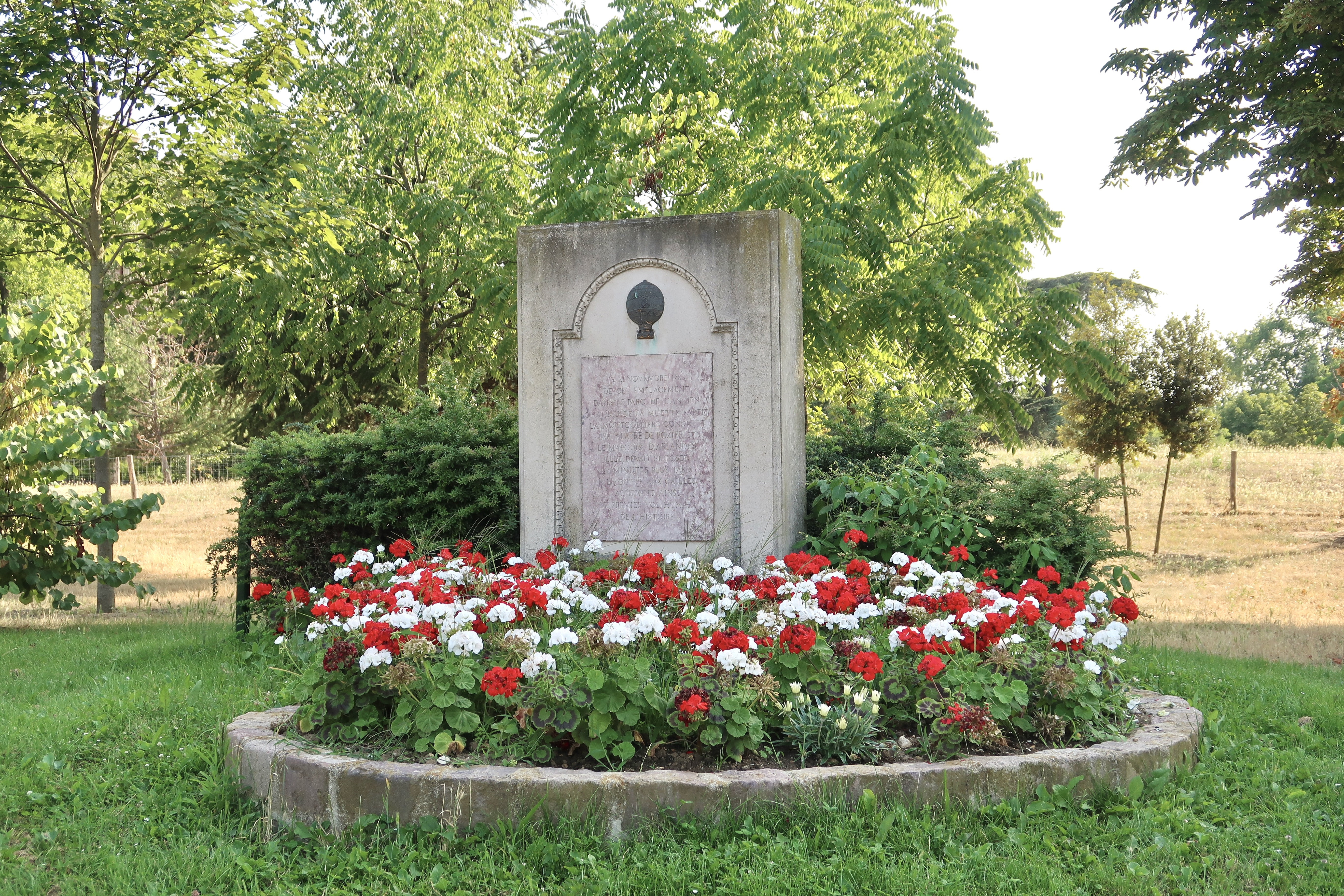
Plaque commémorative du premier vol humain en montgolfière, place de Colombie (Paris).
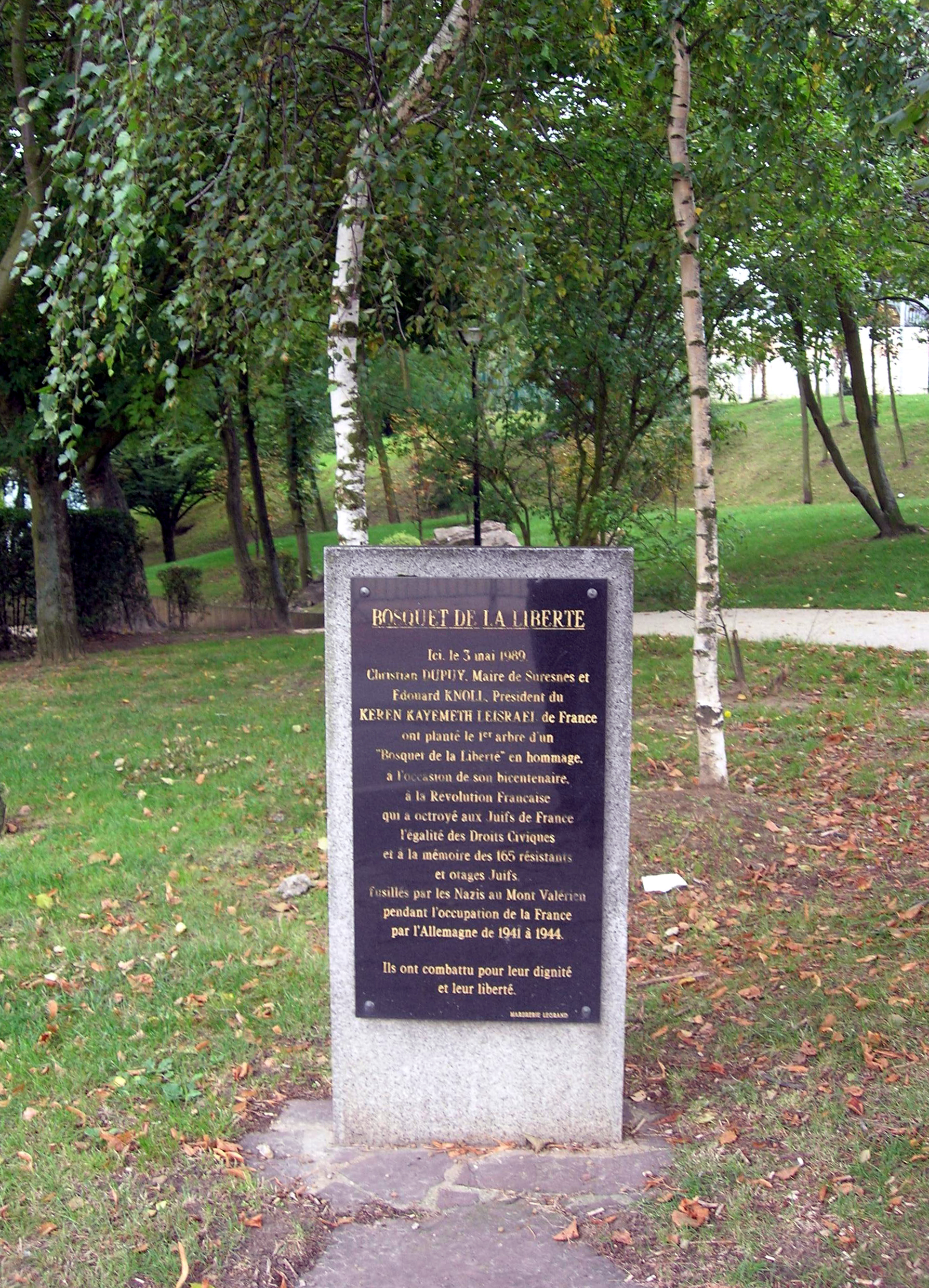
« Bosquet de la Liberté », plaque en mémoire de 165 résistants fusillés par les nazis au mont Valérien.
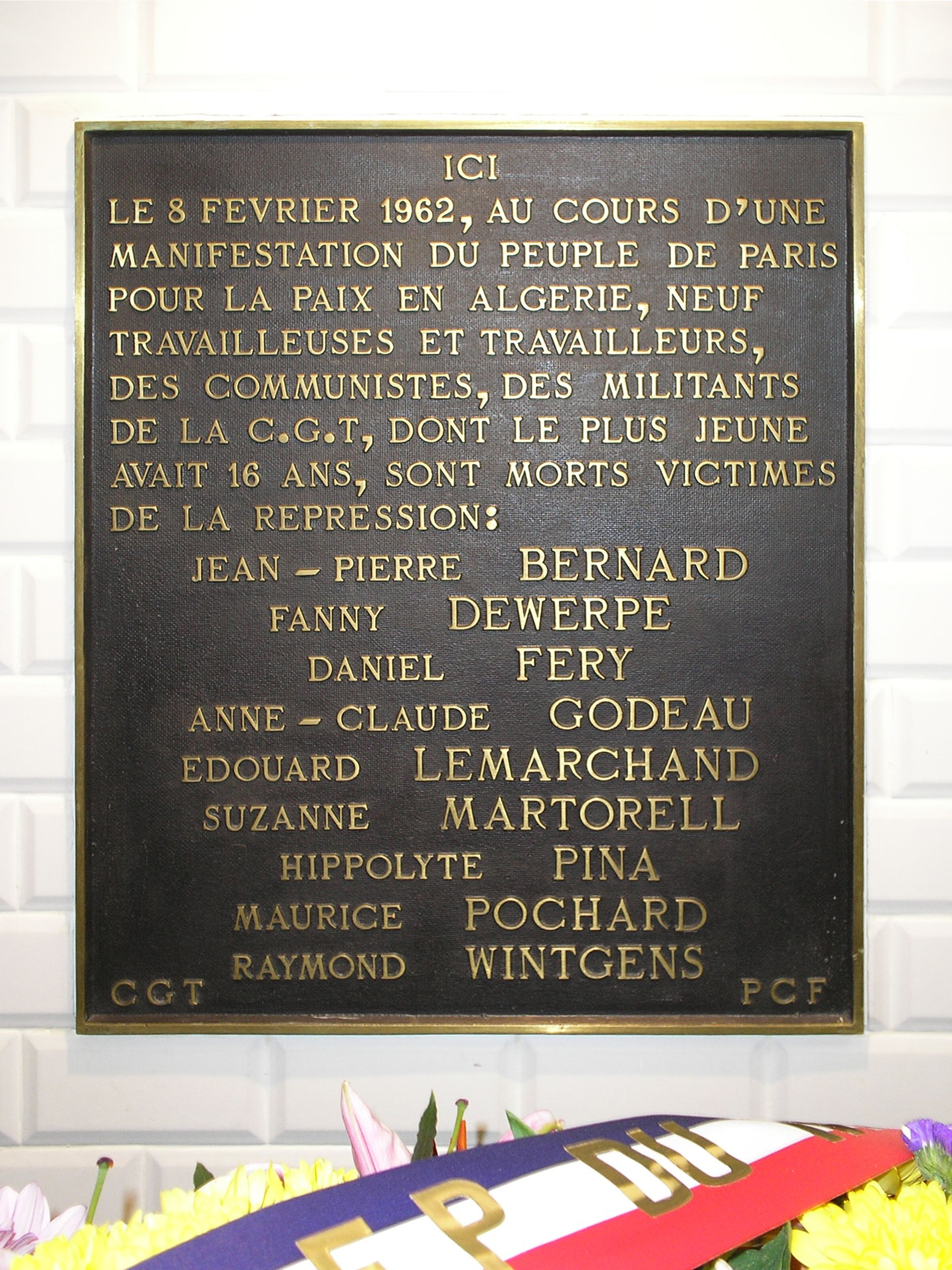
Plaque commémorative du massacre du 8 février 1962 au métro Charonne.
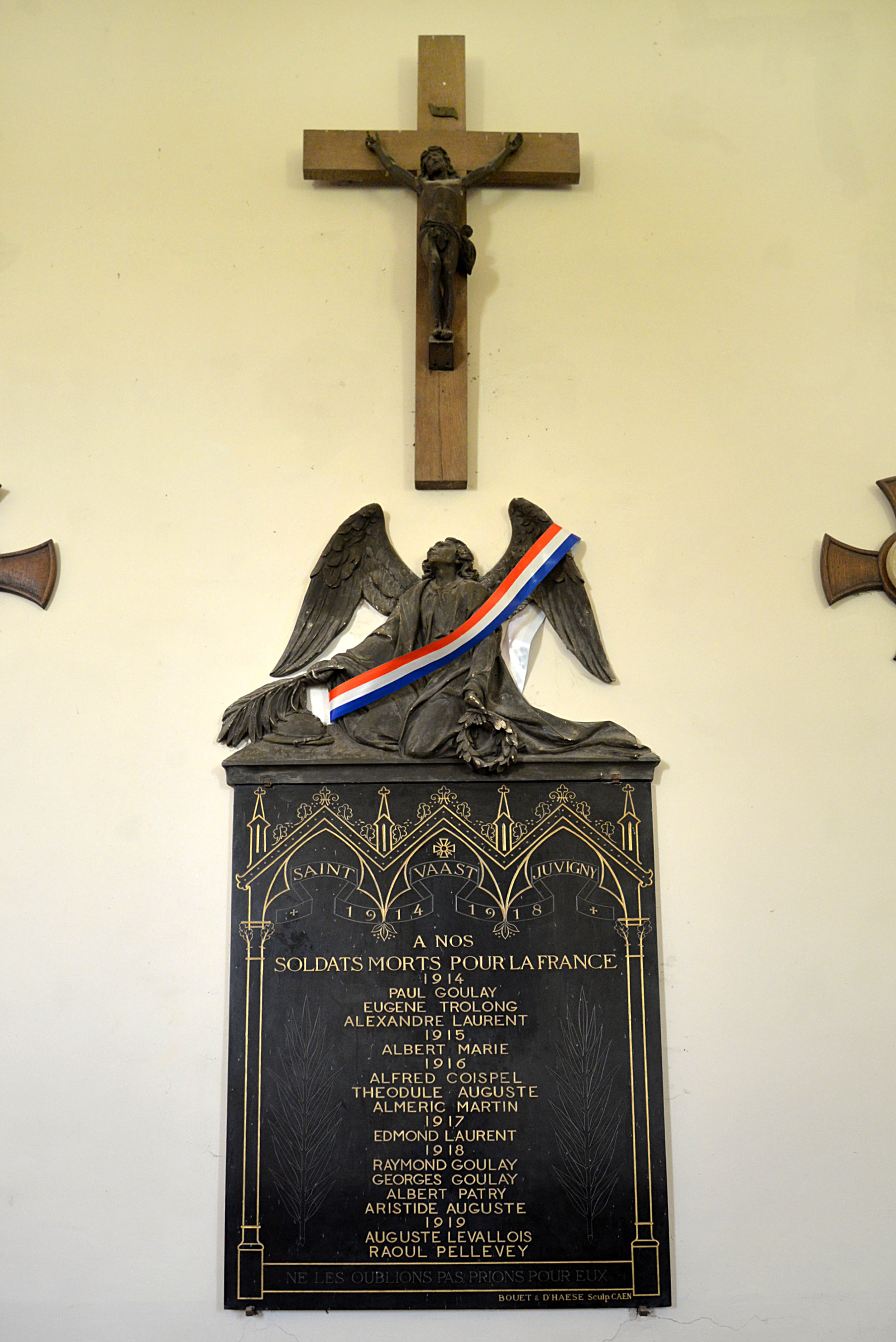
Plaque dans l'église Saint-Vaast de Saint-Vaast-sur-Seulles.

### En Irlande

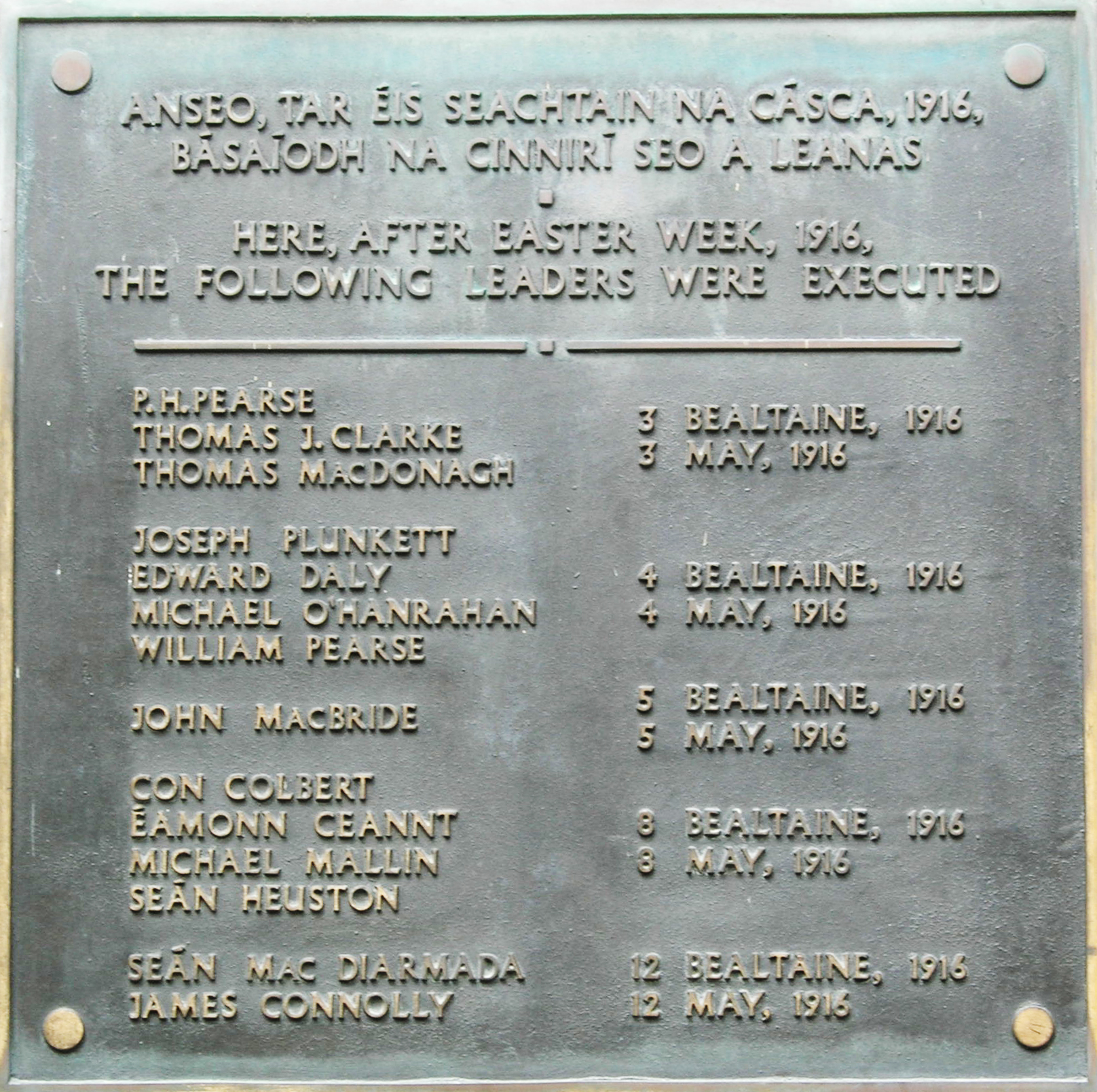
Prison de Kilmainham, à Dublin.

### Au Royaume-Uni

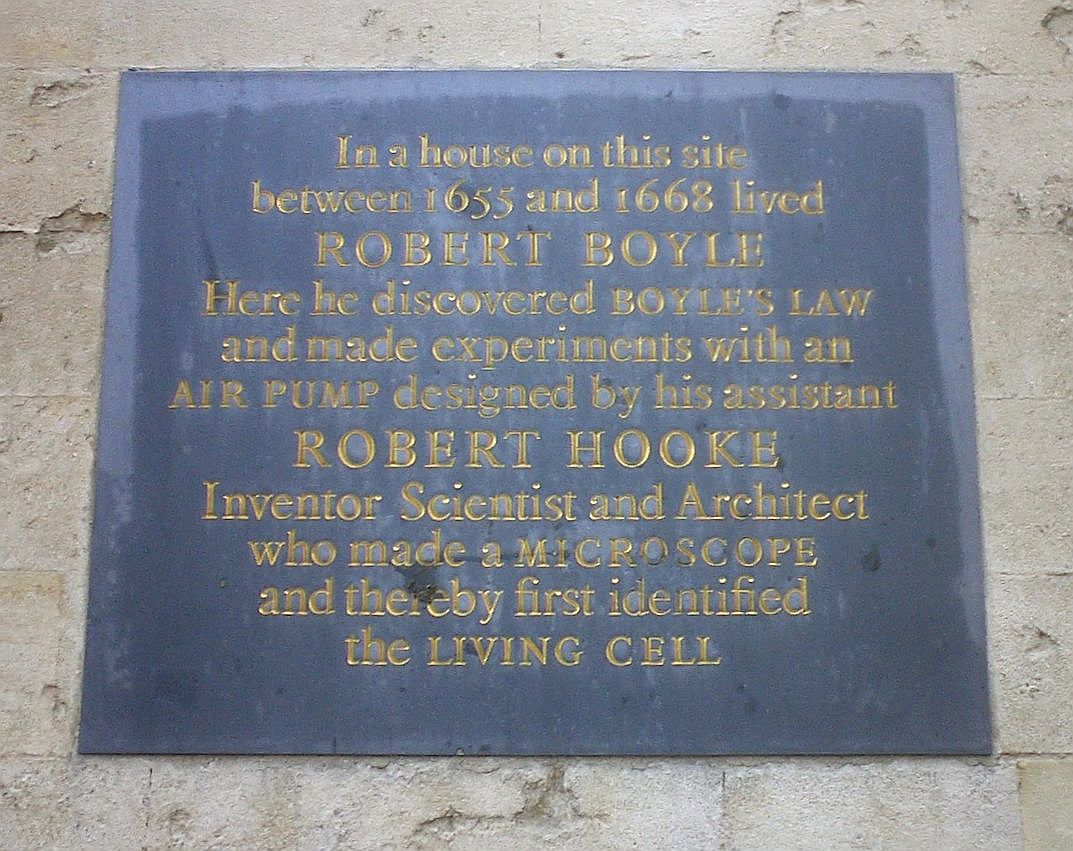
Plaque Boyle-Hooke, au mémorial Shelley, à Oxford.

### Aux Philippines

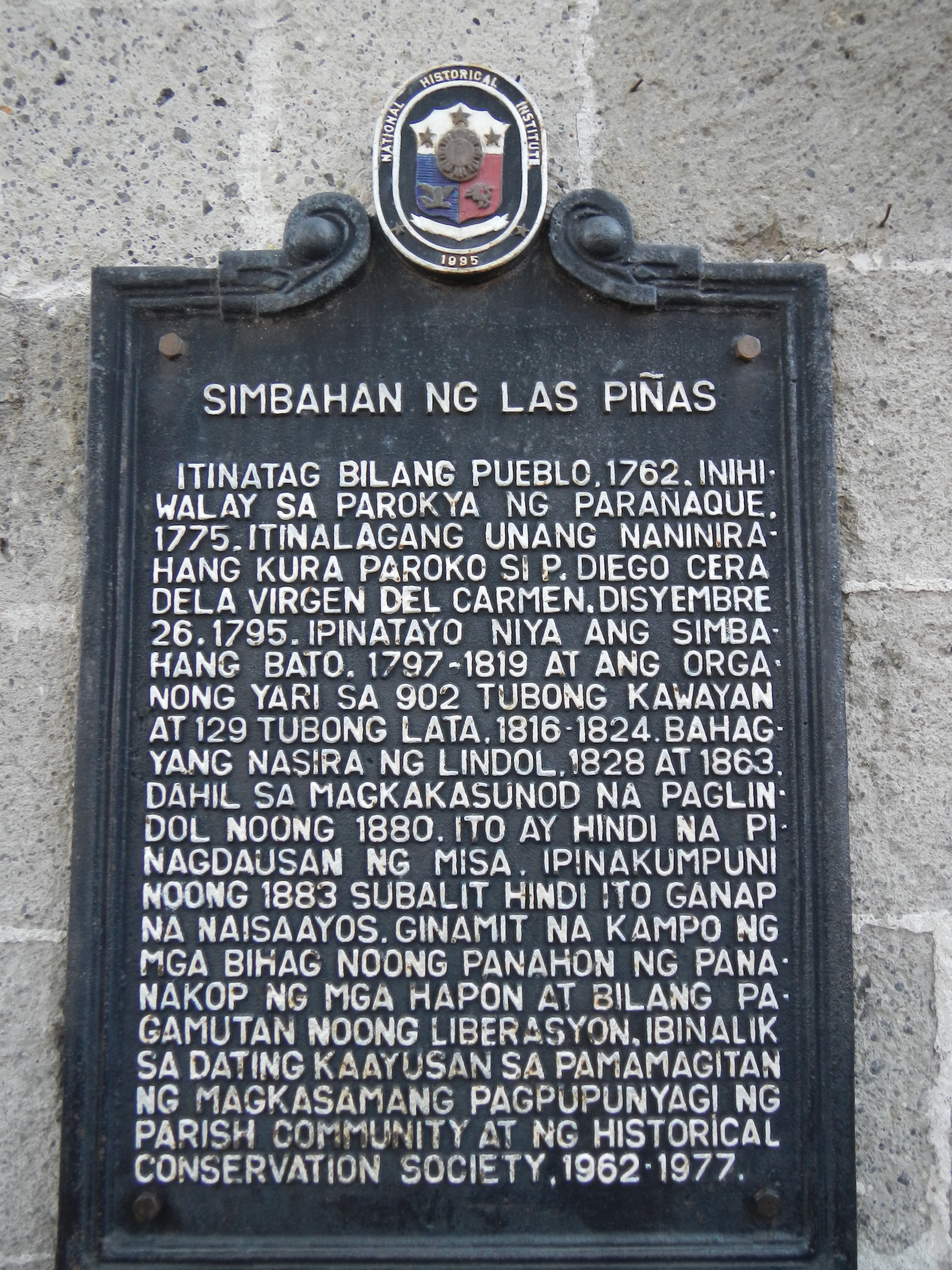
Plaque Andrés Bonifacio, Bonifacio Plaza, à Manille.

## Plaque bleue
Une « plaque bleue » (« blue plaque ») est un signe permanent installé sur un bâtiment pour commémorer un lien avec une personnalité y ayant vécu. Le nom provient du Royaume-Uni, Londres étant la première ville à avoir formalisé cette habitude dans les pays anglophones. Le système existe dans presque tous ces pays, y compris en Australie et aux États-Unis.
Le principe a été proposé pour la première fois en 1863, à la Chambre des communes, par William Ewart, membre du Parlement, et a obtenu un soutien immédiat. En 1866, la Société des Arts (qui devint plus tard la Royal Society of Arts) a fondé ce qui est connu aujourd'hui sous le nom de plaques bleues. Benjamin Franklin, David Garrick et Lord Nelson figurent parmi les premiers à avoir été ainsi honorés, mais la toute première plaque, érigée en 1867, a commémoré le séjour du poète Byron au 24 Holles Street, Cavendish Square, à Londres. Une autre plaque, en l'honneur de Napoléon III, a été posée la même année. C'est actuellement la plaque bleue la plus ancienne, car la maison de Lord Byron a été démolie en 1889.

Plaques bleues
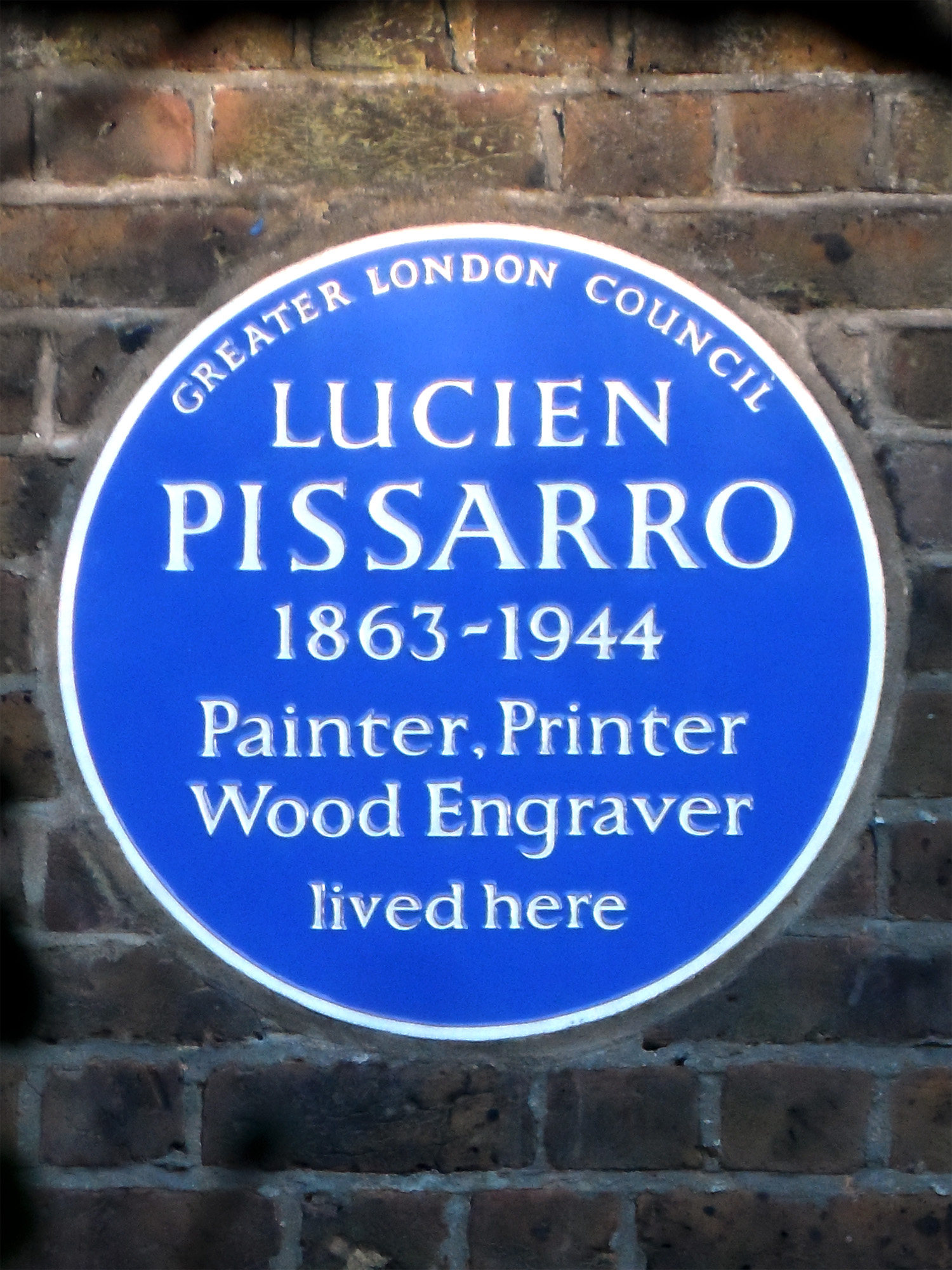
Plaque bleue de Lucien Pissarro à Chiswick, Hounslow, à Londres.
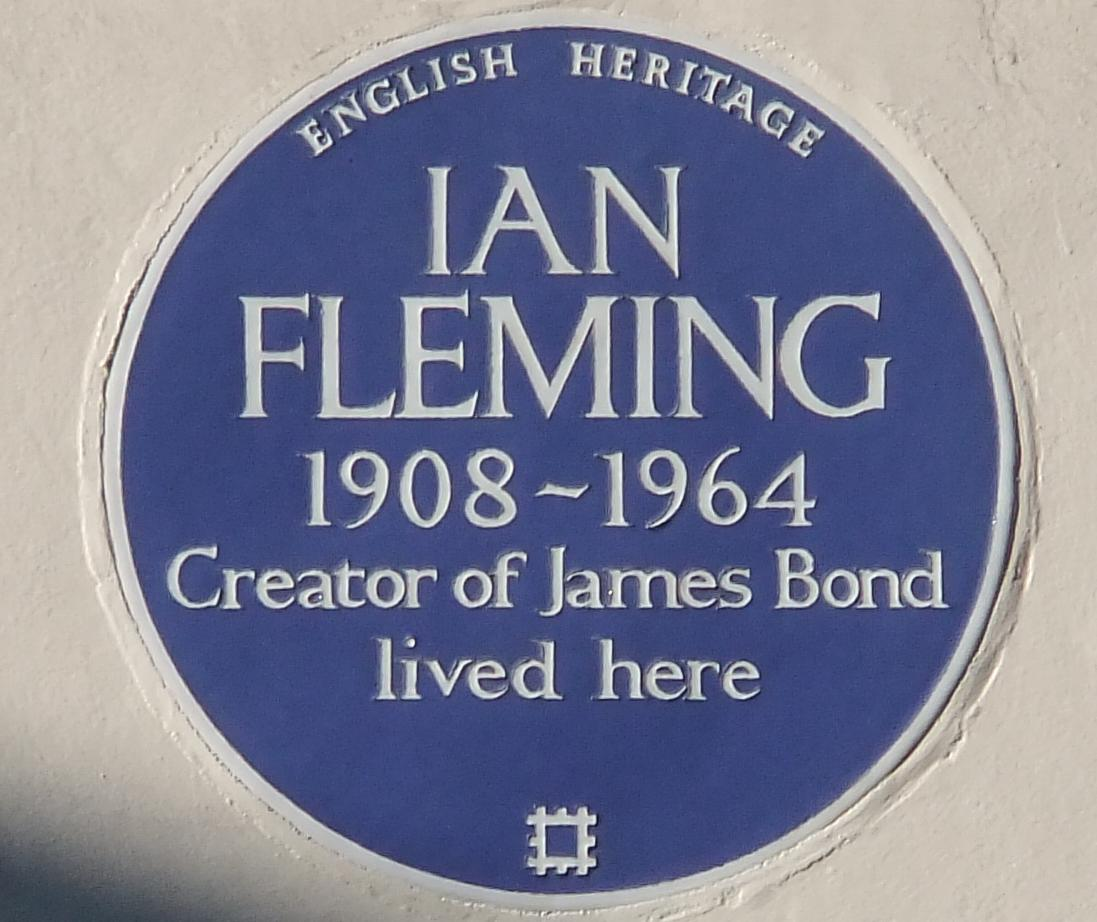
Plaque bleue de Ian Fleming à Belgravia, à Londres.
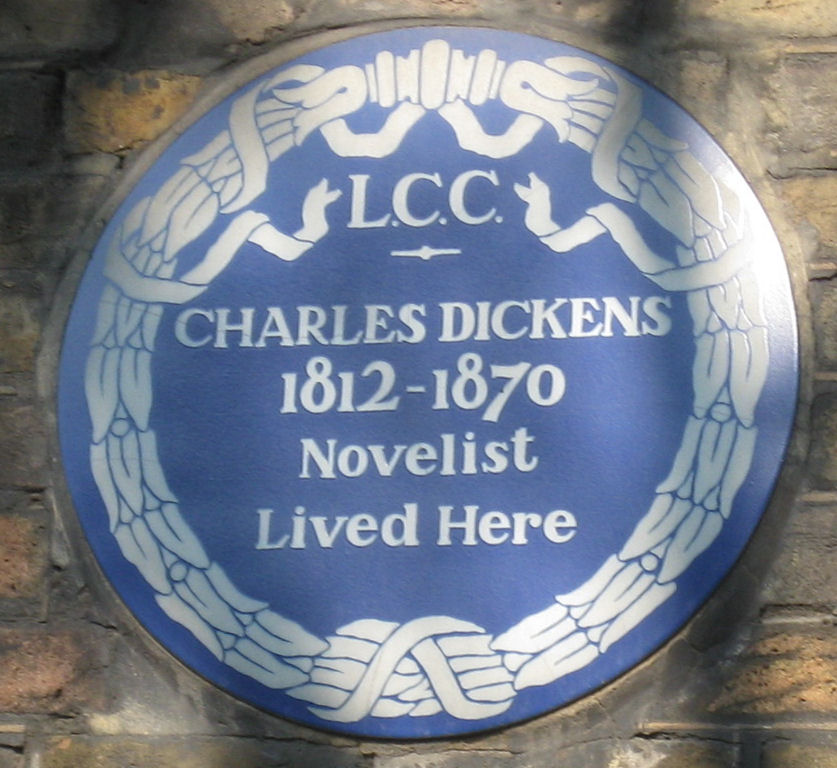
Plaque bleue de Charles Dickens, Doughty Street, à Londres.
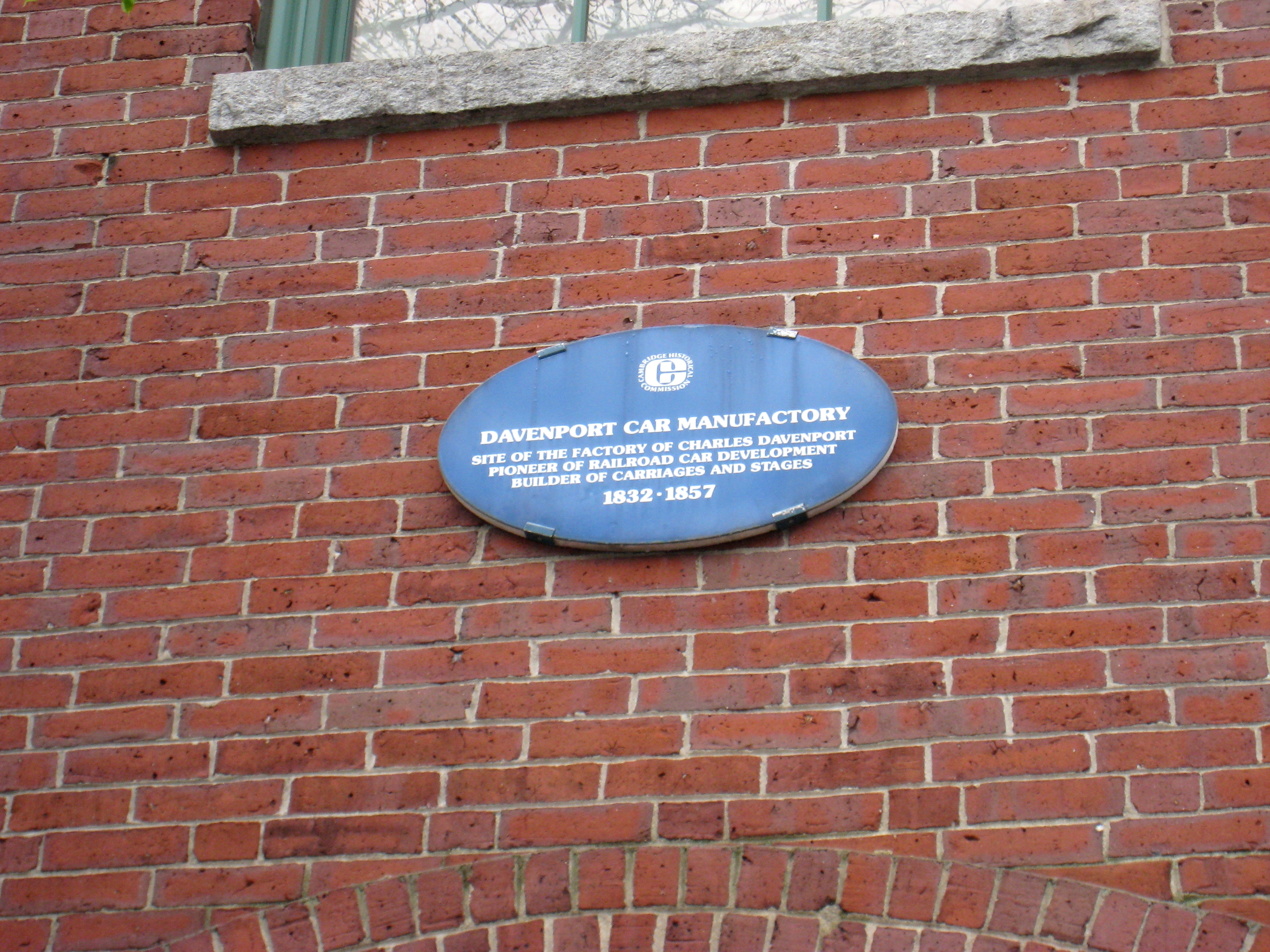
Plaque bleue de Charles Davenport à Cambridge, Massachusetts.

## Plaques commémoratives parisiennes
Sauf mention contraire, cette section concerne des plaques posées sur la façade d'édifices dans l'espace public, visibles depuis la rue.

### Plaques officielles

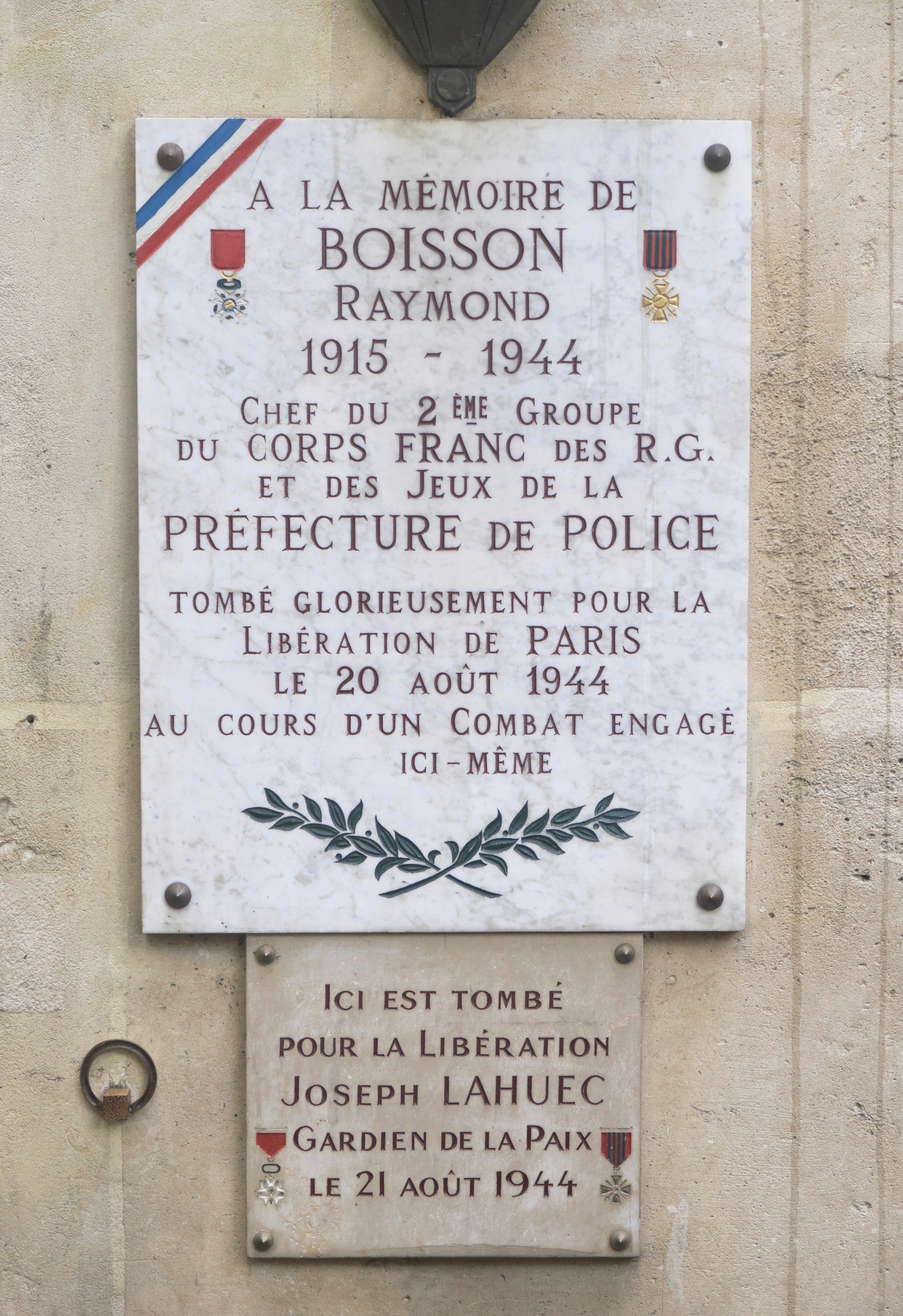
Plaques place Saint-Michel.

En 2009, Paris compte environ un millier de plaques commémoratives liées à l'Occupation allemande et à la Libération d'août 1944, la moitié étant consacrée à ce second épisode historique. Elles sont souvent apposées à l'endroit où furent tués des résistants par les nazis. Elles sont fleuries chaque année le 25 août, par la mairie de Paris. De nouvelles continuent d'être inaugurées, par exemple après le décès d'anciens résistants : elles sont alors installées sur la façade de l'immeuble où ils vécurent, après autorisation du propriétaire du bâtiment et d'un vote au Conseil de Paris.
En 2001, la municipalité décide d'apposer 300 plaques devant les écoles qui existaient à l'époque de la Seconde Guerre mondiale pour rendre hommage aux 12 000 enfants parisiens juifs qui furent déportés durant cette période.

### Plaques culturelles
Selon un autre décompte réalisé en 2013, Paris compte 700 plaques rendant hommage à des résistants, déportés ou figures de la Seconde Guerre mondiale. Elles font partie d'un ensemble de 2 000 plaques, 1 300 d'entre elles étant considérées comme « culturelles » (lieu de naissance ou de mort d'une personnalité, artiste ou politique par exemple, ou site lié à une découverte).
Elles sont inégalement réparties à travers la capitale, la majorité se trouvant dans les 6e (plutôt des personnalités littéraires), 7e (plutôt des militaires) et 8e arrondissements (plutôt des artistes). Auteur d'un livre sur le sujet (voir bibliographie), Alain Dautria fait remarquer : « En 1999, il y en avait 200 dans le 6e et seulement quatre pour tout le 19e ». Par ailleurs, elles concernent surtout des hommes.
Elles sont posées soit à l'initiative d'associations ou d'entreprises, qui les financent après accord du préfet, soit plus généralement par les autorités municipales, de leur propre chef ou après suggestion d'un habitant ou d'un élu, après accord et rédaction du texte par la direction des affaires culturelles puis le Comité histoire de la ville de Paris. L'aval des copropriétés est enfin nécessaire pour procéder à l'installation des plaques sur les façades, qui a lieu après un ultime vote au Conseil de Paris. Rarement, il arrive que certaines soient volées voire officiellement retirées, « dans le cas d'un héros d'hier qu'une découverte récente aurait transformé en personnage infréquentable » explique 20 Minutes.

### Plaques fantaisistes

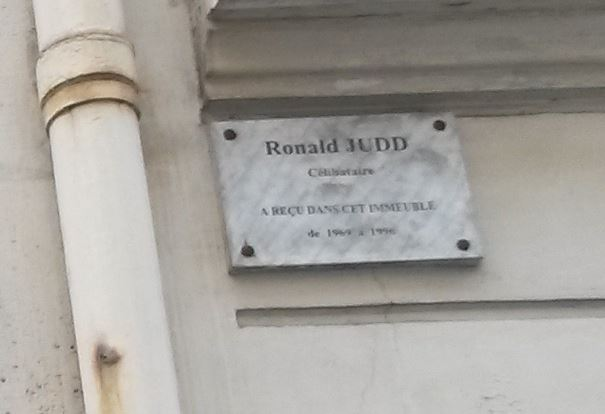
Plaque sur la façade du no 27 de la rue Laugier (vue en octobre 2021).

Outre ces plaques « officielles », des plaques fantaisistes ont été apposées fin juin 2001 ou en juillet 2001 par deux artistes plasticiens,, Pierre-Évariste Douaire, qui déclarait en octobre 2008 : « J’ai installé quelques plaques où il était écrit « Le 17 avril 1967, ici il ne s’est rien passé ». […] Pour que le coût soit raisonnable, il fallait un texte lapidaire et facile à lire. La phrase devait se distinguer des plaques habituelles. La difficulté consistait à instaurer une touche d’ambiguïté, un doute. L’attention des passants était réclamée. Pour ne pas être dévissées, les plaques étaient placées à une certaine hauteur. […] Elles sont fidèles à l’esprit de Robert Filliou qui nous oblige à regarder ailleurs. L’action devait rendre compte d’une chose illusoire, sans importance. Une « super illusion », pour reprendre les mots de Barthes, devait se substituer aux plaques de résistants et de déportés. », et S. Marc, qui, dans l'ouvrage Savoir dire OUI pour construire sa vie de la journaliste Alexie Lorca, publié en 2009, déclare : « Je suis l'auteur — je peux le dire maintenant, il y a prescription — de fausses plaques commémoratives posées à Paris en 2002. […] Je voulais rendre hommage à des inconnus parce que j'en avais marre de vivre dans un monde où si l'on n'est pas « quelqu'un », on n'est personne. »
Elles sont visibles sur les façades d'une quarantaine d'immeubles parisiens,,, :
- « Ronald JUDD / Célibataire / A REÇU DANS CET IMMEUBLE / DE 1969 À 1996 »
  - 19, rue Alexandre-Parodi[14],[15] (plaque retirée avant 2008)
  - 27, rue Laugier (plaque vue en octobre 2021)
- « Le 17 avril 1967, ici, il ne s’est rien passé. »
  - 20, rue du Banquier[15] (plaque retirée avant 2012)
  - 50-52, rue de Charenton (plaque vue en 2019)
  - 43, rue de Clignancourt[15]
  - 14, rue Sidi-Brahim[15],[16] (plaque retirée avant 2012)
- « Karima BENTIFFA / Fonctionnaire / A VECU DANS CET IMMEUBLE / de 1984 à 1989 »
  - 143, rue de Belleville[15] (plaque retirée avant 2008)
  - 9, rue Pérignon[16],[10] (plaque brisée en 2008)
  - rue Saint-Sauveur, au coin de la rue Montorgueil[15] (plaque retirée avant 2012)
- « Cette plaque a été posée le 19 décembre 1953 »
  - 7, rue Bonaparte[15] (plaque retirée avant 2008)
  - 25, rue Charlemagne[15],[16] (plaque retirée avant 2008)
  - 6, rue Marcel-Duchamp (plaque retirée après 2012)
  - 22, rue Mathis[15] (plaque retirée avant 2012)
  - rue Vivienne à l'angle de la rue des Petits-Champs[15],[17] (plaque retirée avant 2008)
- « Jérôme BOZEL / Plombier / A VECU DANS CET IMMEUBLE / DE 1972 A 1979 »
  - 26, rue de la Chaise[8],[15] (plaque retirée avant 2008)
  - 82, quai de Jemmapes[14],[15] (plaque retirée avant 2008)
  - 47 bis, rue du Rocher[8],[15] (plaque retirée avant 2008)
  - 160 rue Saint-Charles (plaque vue en juillet 2020)
  - rue Vercingétorix (plaque vue en mai 2006)
- « Louise LAVIERGE, Mère de famille, EST NÉE DANS CET IMMEUBLE / EN 1952 »
  - 32, avenue du Docteur-Arnold-Netter (plaque retirée après 2012)
  - 3, place des Grès[15]
  - 46, rue Marcadet[15] (plaque retirée après 2012)
  - 54-56, rue Richer[15] (plaque retirée avant 2008)
- « Pierre SALATIER / Programmeur / EST NÉ DANS CET IMMEUBLE / le 12 novembre 1976 »
  - 34, rue Guillaume-Tell[15] (plaque vue en mars 2021)
  - 17, rue du Jour[15] (plaque retirée avant 2008)
  - 37, rue de Turbigo[15] (plaque retirée avant 2008)

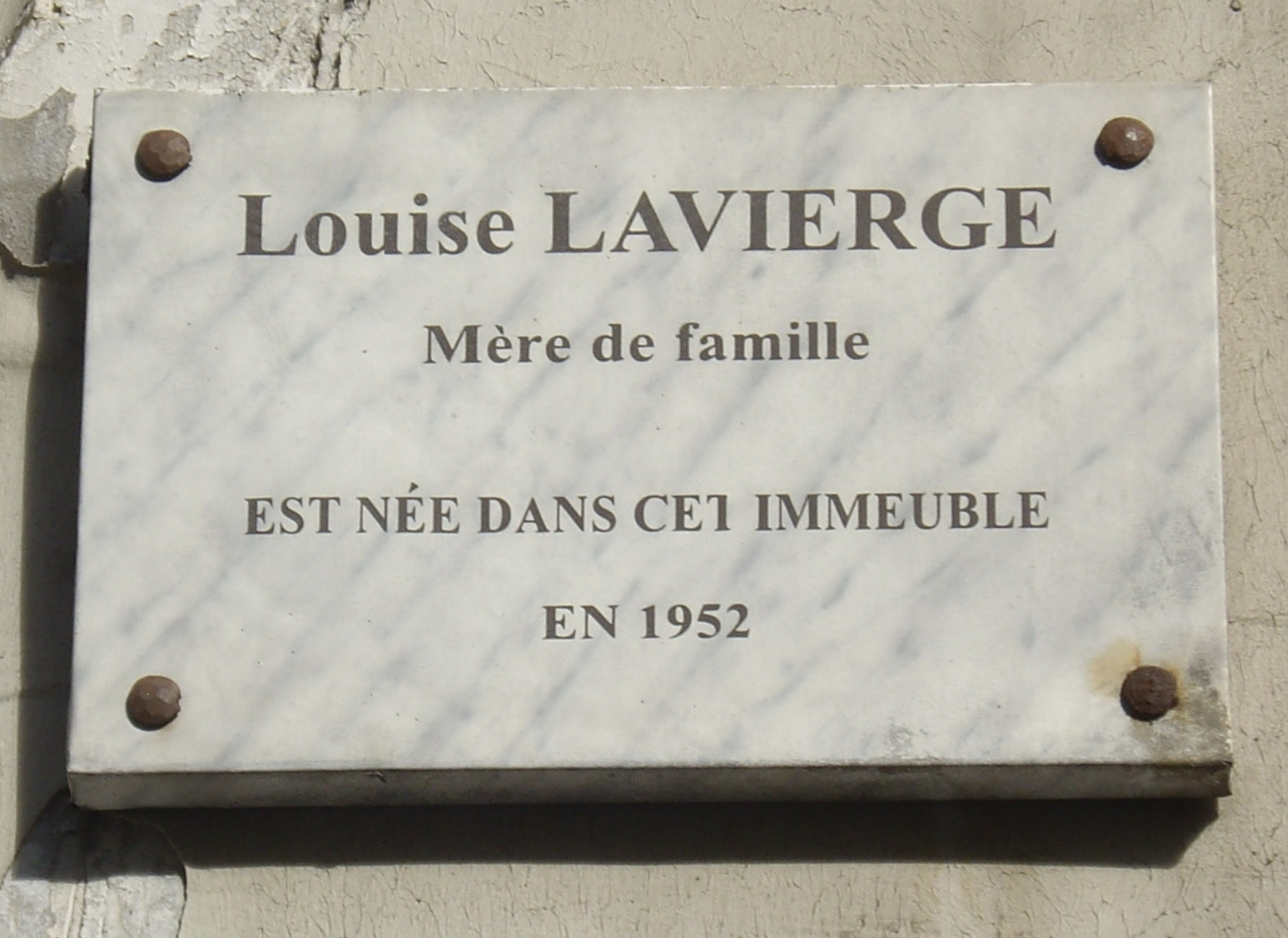
Plaque sur la façade du 32, avenue du Docteur-Arnold-Netter (vue en août 2010).
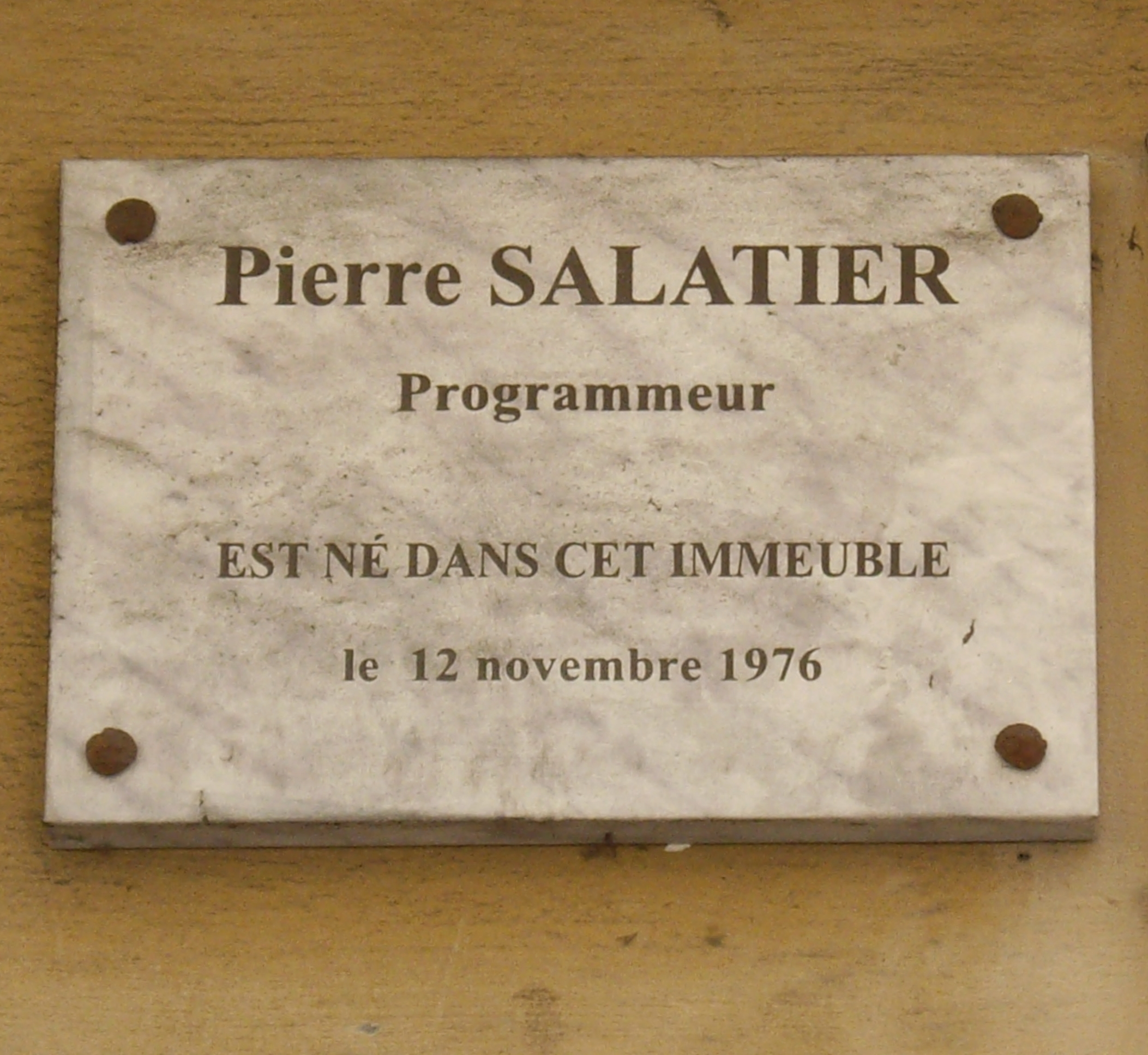
Plaque sur la façade du 34, rue Guillaume-Tell (vue en avril 2010).
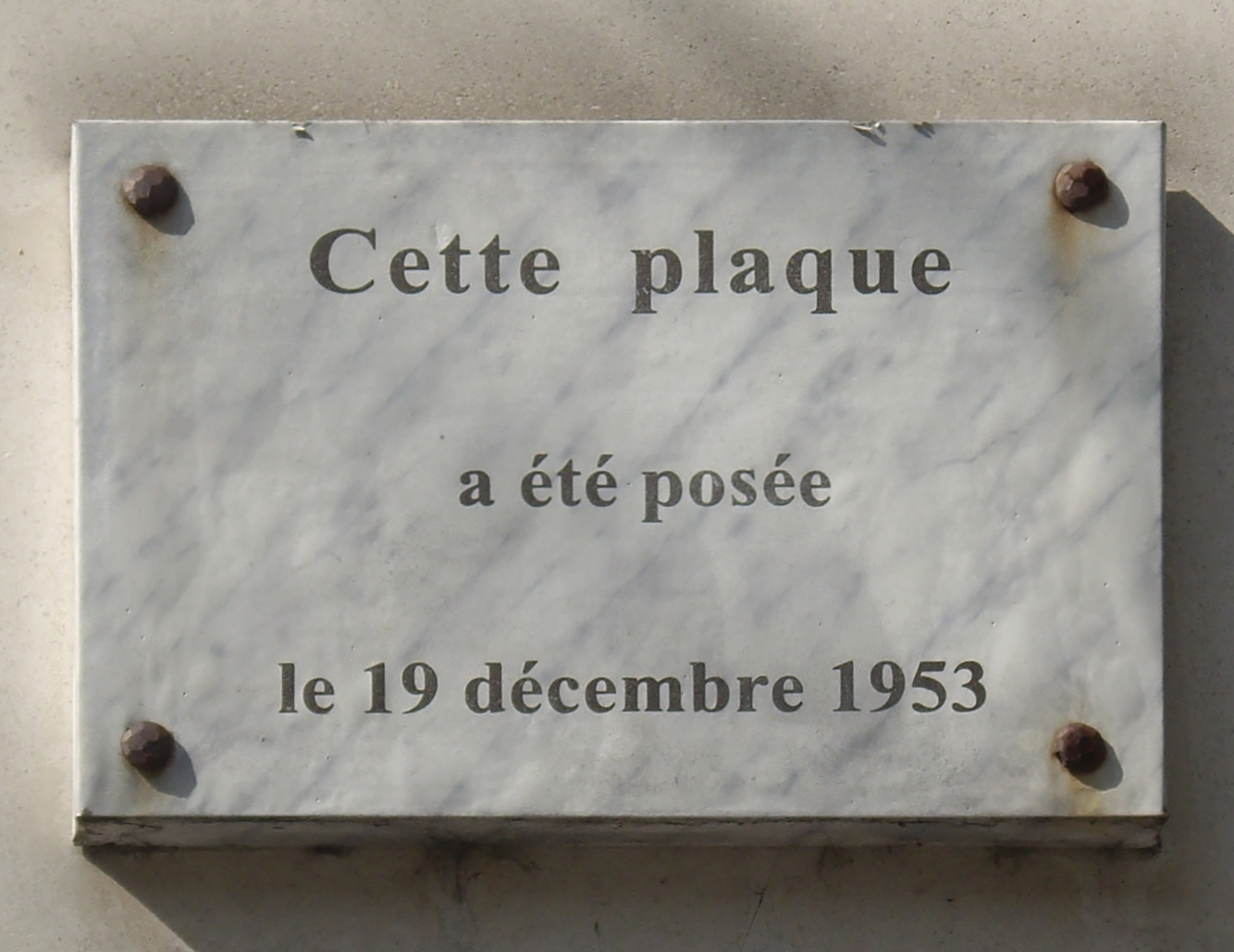
Plaque sur la façade du 6, rue Marcel-Duchamp (vue en avril 2010).
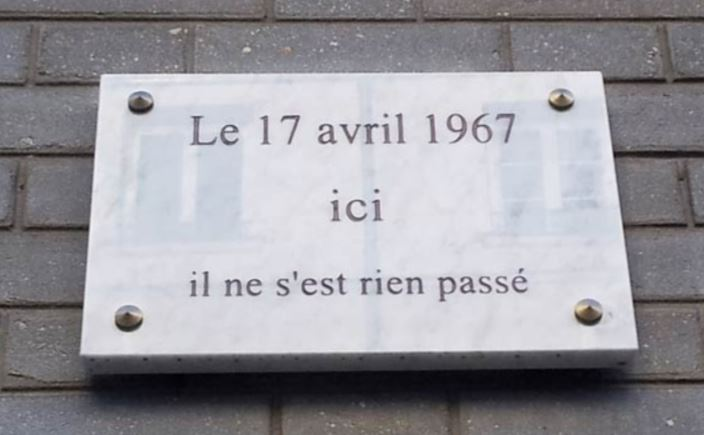
Plaque sur la façade du 50-52, rue de Charenton (vue en 2019).
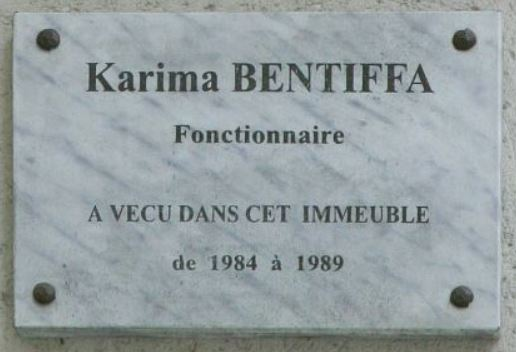
Plaque sur la façade du 9, rue Pérignon.

### Plaques commémoratives à l'Assemblée nationale

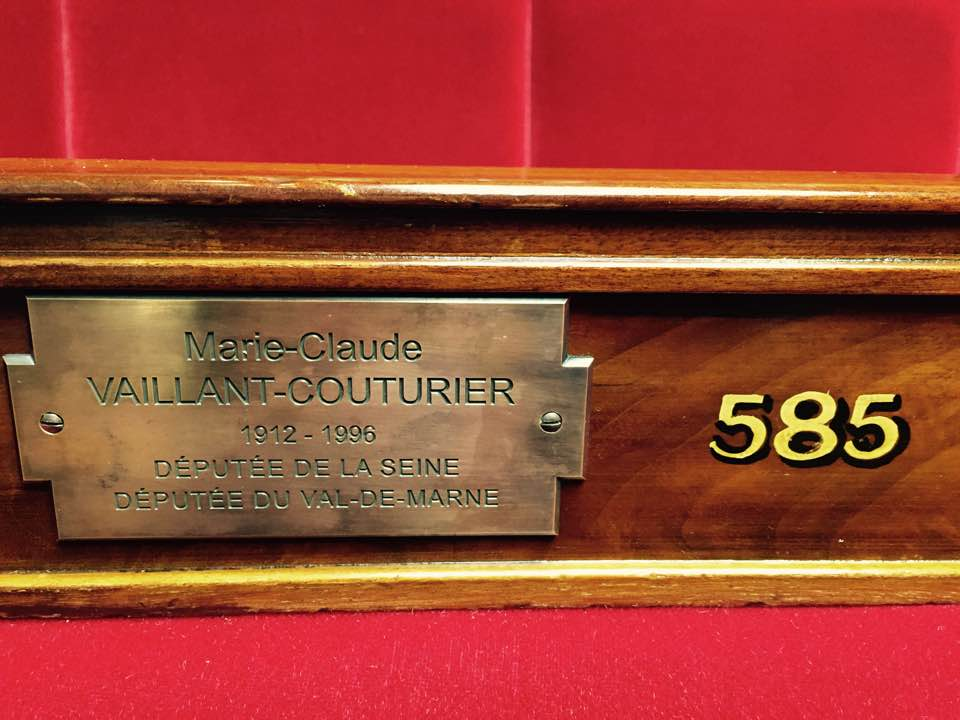
Plaque en hommage à la députée communiste Marie-Claude Vaillant-Couturier.

Il existe 65 plaques commémoratives à l'Assemblée nationale, apposées sur les sièges de l'hémicycle du palais Bourbon qu'occupaient les personnalités honorées — bien qu'en réalité, au fil d'une carrière parlementaire, leur placement a varié —. Cette pratique existe depuis 1920, initiée en hommage aux députés tués pendant la Première Guerre mondiale ; suivant la même logique, de nouvelles plaques sont installées après la Seconde Guerre mondiale, par exemple pour Georges Mandel. Il en existait alors 45. Aucune n'est ensuite posée jusqu'en 1994, date à partir de laquelle la pratique reprend, désormais pour honorer d'anciens députés ayant occupé des fonctions de premier plan, par exemple Jean Jaurès, Georges Clemenceau, Georges Pompidou, François Mitterrand, Pierre Mendès France, Léon Blum, Michel Debré, Jacques Chaban-Delmas ou encore Pierre Mauroy. La dernière a été inaugurée le 1er octobre 2019 en l'honneur de l'ancien président Jacques Chirac. Seules trois femmes ont été honorées par des plaques : Marie-Claude Vaillant-Couturier, Marie-Madeleine Dienesch et Rachel Lempereur, comptant parmi les premières députées élues en 1945.